# Vassílis Xanthópoulos
Vassílis Xanthópoulos (en grec Βασίλης Ξανθόπουλος), né le 29 avril 1984 à Maroussi (Athènes, Grèce), est un joueur grec de basket-ball. Il mesure 1,88 m et évolue au poste de meneur.

## Clubs successifs
- 2002-2004 :  AC Near East (ESAKE)
- 2004-2005 :  Panathinaïkos (ESAKE)
- 2005-2006 :  PAOK Salonique (ESAKE)
- 2006-2007 :  Panathinaïkos (ESAKE)
- 2007-2009 :  Paniónios BC (ESAKE)
- 2009-2011 :  Panellinios Athènes (ESAKE)
- 2011-2012 :  Paniónios BC (ESAKE)
- 2012-2013 :  Panathinaïkos (ESAKE)
- 2013-2014 :  Obradoiro CAB (Liga ACB)
- 2014-2015 :  Paniónios BC (ESAKE)
- 2015-2017 :  Aris Salonique (ESAKE)
- 2017-2019 :  AEK Athènes (ESAKE)
- 2019-2020 :  Peristéri BC (ESAKE)
- Depuis 2020 :  AO Kolossos Rodou (ESAKE)

## Palmarès

### En club
- Champion de Grèce en 2005, 2007 et 2013 avec le Panathinaïkos.
- Vainqueur de la Coupe de Grèce en 2005, 2007 et 2013 avec le Panathinaïkos et en 2018 avec l'AEK Athènes.
- Vainqueur de l'Euroligue en 2007 avec le Panathinaïkos.
- Vainqueur de la Ligue des champions en 2018 avec l'AEK Athènes.
- Vainqueur de la Coupe intercontinentale en 2019 avec l'AEK Athènes.

### Sélection nationale
- 3e au Championnat d'Europe des 18 ans et moins en 2002.
- 3e à la Coupe du monde des 19 ans et moins en 2003.
- 2e au Championnat du monde des moins de 21 ans en 2005.